# Walliser Rohschinken
| Walliser Rohschinken GGA / IGP              | Walliser Rohschinken GGA / IGP |
| ------------------------------------------- | --- |
|                                             | |
| Herkunft                                    | Schweiz bzw. Kanton Wallis |
| vollfleischige Schweinsstotzen              | Unterspälte, Fiocco, Nuss und Eckstück |
| pH-Wert des Frischprodukts                  | zwischen 5,3 und 5,9 |
| milde Salzung                               | mit Speisesalz eingerieben |
| dem Speisesalz zugefügte Gewürzpflanzen     | Basilikum, Bohnenkraut, Estragon, Gewürznelke, Knoblauch, Koriander, Liebstöckel, Lorbeer, Majoran, Muskat, Oregano, Pfeffer, Rosmarin, Salbei, Thymian, Wacholder usw. |
| Lufttrockenreifung                          | mindestens sechs Wochen für Nuss und Eckstück sowie mindestens zehn Wochen für Unterspälte und Fiocco                                                                   |
| Gewichtsverlust gegenüber dem Frischprodukt | mindestens 35 Prozent |
| Zertifizierung                              | GGA / IGP seit 6. Mai 2015 |

Walliser Rohschinken (walliserdeutsch Hamma, französisch Jambon cru du Valais oder Jambon sec (séché) du Valais) ist eine Schweizer Spezialität ausschliesslich aus gesalzenen und durch Lufttrockenreifung haltbar gemachten vollfleischigen Schweinestotzen. Dabei handelt es sich um einen Naturschinken, der auf keinen Fall geräuchert oder gepökelt ist und der roh konsumiert wird. «Walliser Rohschinken» ist eine Geschützte Geographische Angabe (GGA, französisch indication géographique protégée, IGP) des  Kantons Wallis. Seit dem 1. November 2020 gilt der Bezeichnungsschutz auch in der EU.

## Herstellung
Der Walliser Rohschinken besteht ausschliesslich aus Hinterschinkenstücken von Edelschweinen aus der Schweiz, da es im Wallis nicht genügend Schweine gibt, um den Bedarf zu decken. Er wird immer im Kanton Wallis verarbeitet, wobei er mild gesalzen wird. Die darauffolgende Lufttrocknung, die mindestens sechs bis zehn Wochen dauert, entzieht ihm knapp die Hälfte seines Wassergehaltes. Das macht ihn lange haltbar, sehr schmackhaft und zart.

## Kennzeichnung und Zertifizierung
Jeder Hersteller von Walliser Rohschinken muss nachweisen, dass einerseits Geburt, Mästung, Schlachtung und Zerlegung der Schweine ausschliesslich in der Schweiz erfolgten und dass andererseits das diesbezügliche Fleisch aus Unterspälte, Fiocco, Nuss oder Eckstück ausschliesslich im Kanton Wallis gesalzen und getrocknet wurde. Die diesbezügliche Etikettierung muss den Vermerk «Geschützte geografische Angabe» bzw. GGA/IGP sowie das entsprechende Logo aufweisen.

## Geschichte
Um die suboptimalen Jahreszeiten überleben zu können, war die Walliser Bevölkerung – wie anderenorts auch – darauf angewiesen, haltbare Vorräte anzulegen. So entstanden dank dem trockenen Klima und der Winde des Schweizer Rhonetals als auch dem Einfallsreichtum der Walliser die Methoden des alpinen Einsalzens und der alpinen Lufttrockenreifung. Je nach Region kann im Walliser Alpenraum ab 800 bis 1000 Meter über Meer an der Luft getrocknet werden.
Die  ältesten noch erhaltenen Dokumente, die die Trocknungstechnik der Fleischprodukte im Wallis beschreiben, gehen auf das 14. Jahrhundert zurück. Jedoch war damals die Schweinemast im Wallis weniger verbreitet. Dies änderte sich Ende des 19. Jahrhunderts.

## Eigenschaften und Degustation
Walliser Rohschinken ist von fester Textur, das Muskelgewebe ist rot-rosa, das Fett weiss. Dessen unverfälschter Geschmack und Aroma sind harmonisch auf die Salzung und die dem Speisesalz hinzugefügten Gewürzpflanzen abgestimmt. Vorrangig werden folgende Gewürzpflanzen verwendet: Basilikum, Bohnenkraut, Estragon, Gewürznelke, Knoblauch, Koriander, Liebstöckel, Lorbeer, Majoran, Muskat, Oregano, Pfeffer, Rosmarin, Salbei, Thymian und Wacholder. Die Verwendung anderer Pflanzen ist zulässig, sofern sie nicht dominieren. Die Vielfalt an Rohschinken ist im Wallis gross. Dabei unterscheidet sich der Walliser Rohschinken je nach traditionellen Rezepturen der Walliser Metzger und verwendeten Gewürzmischungen.